# Liste der Kulturdenkmale in Merdingen
In der Liste der Kulturdenkmale in Merdingen sind Bau- und Kunstdenkmale der Stadt Merdingen verzeichnet, die im „Verzeichnis der unbeweglichen Bau- und Kunstdenkmale und der zu prüfenden Objekte“ des Landesamts für Denkmalpflege Baden-Württemberg verzeichnet sind. Dieses Verzeichnis ist nicht öffentlich und kann nur bei „berechtigtem Interesse“ eingesehen werden. Die folgende Liste ist daher nicht vollständig und beruht auf anderweitig veröffentlichten Angaben.

## Allgemein
- Bild: Zeigt ein ausgewähltes Bild aus Commons, „Weitere Bilder“ verweist auf die Bilder im Medienarchiv Wikimedia Commons.
- Bezeichnung: Nennt den Namen, die Bezeichnung oder die Art des Kulturdenkmals.
- Lage: Straßenname und Hausnummer oder Flurstücknummer des Kulturdenkmals, gegebenenfalls auch den Ortsteil. Die Grundsortierung der Liste erfolgt nach dieser Adresse. Der Link (Karte) führt zu verschiedenen Kartendiensten mit der Position des Kulturdenkmals. Fehlt dieser Link, wurden die Koordinaten noch nicht eingetragen. Sind diese bekannt, können sie über ein Tool mit einer Kartenansicht einfach nachgetragen werden. In dieser Kartenansicht sind Kulturdenkmale ohne Koordinaten mit einem roten bzw. orangen Marker dargestellt und können durch Verschieben auf die richtige Position in der Karte mit Koordinaten versehen werden. Kulturdenkmale ohne Bild sind an einem blauen bzw. roten Marker erkennbar.
- Datierung: Baubeginn, Fertigstellung, Datum der Erstnennung oder grobe zeitliche Einordnung entsprechend des Eintrags in der zuständigen Denkmaldatenbank (Landesamt für Denkmalpflege Baden-Württemberg).
- Beschreibung: Kurzcharakteristik des Kulturdenkmals.

## Liste

### Gesamtanlage Merdingen
| Bild           | Bezeichnung                      | Lage                            | Datierung               | Beschreibung              | ID |
| -------------- | -------------------------------- | ------------------------------- | ----------------------- | ------------------------- | -- |
|                | Einhaus Engelstraße 2            | Engelstraße 2 (Karte)           | 18. Jahrhundert         | Geschützt nach § 2 DSchG  |    |
|                | Wohnhaus Enggasse 1              | Enggasse 1 (Karte)              | 18./19. Jahrhundert     | erhaltenswertes Gebäude   | BW |
|                | Scheune bei Enggasse 2           | Enggasse 2 (Karte)              | 1751                    | erhaltenswertes Gebäude   | BW |
|                | Wohnhaus Enggasse 3              | Enggasse 3 (Karte)              | 18. Jahrhundert         | erhaltenswertes Gebäude   | BW |
|                | Winkelgehöft Enggasse 4          | Enggasse 4 (Karte)              | 18. Jahrhundert         | Geschützt nach § 2 DSchG  | BW |
|                | Scheune hinter Enggasse 5        | Enggasse 5 (Karte)              | 18. Jahrhundert         | erhaltenswertes Gebäude   | BW |
|                | Dreiseithof Enggasse 6           | Enggasse 6 (Karte)              | 18. Jahrhundert         | Geschützt nach § 2 DSchG  | BW |
|                | Wohnhaus Enggasse 7              | Enggasse 7 (Karte)              | 18. Jahrhundert         | erhaltenswertes Gebäude   | BW |
|                | Gehöft Enggasse 10               | Enggasse 10 (Karte)             | 1766                    | erhaltenswertes Gebäude   | BW |
|                | Torbogen                         | Farbgasse 4 (bei) (Karte)       | 17. Jahrhundert         | erhaltenswertes Bauteil   | BW |
|                | Winkelgehöft Farbgasse 6         | Farbgasse 6 (Karte)             | 18. Jahrhundert         | Geschützt nach § 2 DSchG  | BW |
|                | Gehöft Farbgasse 7               | Farbgasse 7 (Karte)             | 18. Jahrhundert         | erhaltenswertes Gebäude   | BW |
| Weitere Bilder | Kapelle, St. Wendelin            | Friedhofstraße 2 (Karte)        | im Kern 15. Jahrhundert | Geschützt nach § 2 DSchG  |    |
| Weitere Bilder | Rathaus                          | Kirchgasse 2 (Karte)            | Frühes 18. Jahrhundert  | Geschützt nach § 12 DSchG |    |
|                | Wohnhaus Kirchgasse 3            | Kirchgasse 3 (Karte)            | 19. Jahrhundert         | erhaltenswertes Gebäude   |    |
| Weitere Bilder | Kath. Pfarrkirche St. Remigius   | Kirchgasse 4 (Karte)            | 1738–41                 | Geschützt nach § 12 DSchG |    |
|                | Scheune bei Kirchgasse 5         | Kirchgasse 5 (Karte)            | 19. Jahrhundert         | erhaltenswertes Gebäude   | BW |
|                | Ausgeding bei Kirchgasse 9       | Kirchgasse 9 (Karte)            | 18./19. Jahrhundert     | erhaltenswertes Gebäude   |    |
|                | Wohnhaus Kirchgasse 14           | Kirchgasse 14 (Karte)           | 18. Jahrhundert         | erhaltenswertes Gebäude   |    |
|                | Gehöft Kirchgasse 15             | Kirchgasse 15 (Karte)           | 1753                    | Geschützt nach § 2 DSchG  |    |
|                | Wohnhaus Kirchgasse 19           | Kirchgasse 19 (Karte)           | 18. Jahrhundert         | erhaltenswertes Gebäude   |    |
|                | Einhaus Kirchgasse 20            | Kirchgasse 20 (Karte)           | 18. Jahrhundert         | erhaltenswertes Gebäude   |    |
|                | Wohnhaus Kirchgasse 21           | Kirchgasse 21 (Karte)           |                         | erhaltenswertes Gebäude   |    |
|                | Gehöft Kirchgasse 25             | Kirchgasse 25 (Karte)           | 1745                    | Geschützt nach § 2 DSchG  |    |
| Weitere Bilder | Wegekreuz bei Langgasse 8        | Langgasse 8 (Karte)             | 1699                    | Geschützt nach § 2 DSchG  |    |
|                | Wohnhaus Langgasse 9             | Langgasse 9 (Karte)             | 18. Jahrhundert         | erhaltenswertes Gebäude   |    |
| Weitere Bilder | Gasthaus zum Pfauen              | Langgasse 10 (Karte)            | 16. Jahrhundert         | Geschützt nach § 2 DSchG  |    |
| Weitere Bilder | Gehöft, ehem. Gasthaus Pflug     | Langgasse 11 (Karte)            | 1745                    | Geschützt nach § 12 DSchG |    |
| Weitere Bilder | Torbogen Langgasse 12            | Langgasse 12 (Karte)            | 1736                    | erhaltenswertes Bauteil   |    |
| Weitere Bilder | Gasthaus, Zur Sonne              | Langgasse 13 (Karte)            | 1776                    | Geschützt nach § 2 DSchG  |    |
|                | Zehntscheune                     | Langgasse 16 (Karte)            | 1683                    | Geschützt nach § 2 DSchG  | BW |
|                | Wohnhaus Langgasse 17            | Langgasse 17 (Karte)            | 18. Jahrhundert         | erhaltenswertes Gebäude   |    |
|                | Scheune bei Langgasse 18         | Langgasse 18 (Karte)            | Frühes 20. Jahrhundert  | erhaltenswertes Gebäude   | BW |
|                | Gehöft Langgasse 20              | Langgasse 20 (Karte)            | 18. Jahrhundert         | erhaltenswertes Gebäude   | BW |
| Weitere Bilder | Wohnhaus, Haus Saladin           | Langgasse 21 (Karte)            | 1666                    | Geschützt nach § 2 DSchG  |    |
| Weitere Bilder | Winkelgehöft, Haus Franz Weis    | Langgasse 24 (Karte)            | 1604                    | Geschützt nach § 28 DSchG |    |
|                | Wohnhaus Langgasse 25            | Langgasse 25 (Karte)            | 1775                    | Geschützt nach § 2 DSchG  | BW |
|                | Wohnhaus Langgasse 27            | Langgasse 27 (Karte)            | 1630                    | Geschützt nach § 2 DSchG  |    |
|                | Wohnhaus Langgasse 28            | Langgasse 28 (Karte)            | 18. Jahrhundert         | erhaltenswertes Gebäude   | BW |
|                | Wohnhaus Langgasse 30            | Langgasse 30 (Karte)            | 1787                    | erhaltenswertes Gebäude   |    |
|                | Wohnhaus Langgasse 31            | Langgasse 31 (Karte)            | 17. Jahrhundert         | Geschützt nach § 2 DSchG  |    |
|                | Wohnhaus Langgasse 32            | Langgasse 32 (Karte)            | 18. Jahrhundert         | erhaltenswertes Gebäude   | BW |
|                | Wohnhaus Langgasse 33            | Langgasse 33 (Karte)            | 18./19. Jahrhundert     | erhaltenswertes Gebäude   | BW |
| Weitere Bilder | Winkelgehöft Langgasse 36        | Langgasse 36 (Karte)            | 1787                    | Geschützt nach § 2 DSchG  |    |
|                | Einhaus Langgasse 42             | Langgasse 42 (Karte)            | 18./19. Jahrhundert     | erhaltenswertes Gebäude   |    |
|                | Winkelgehöft Langgasse 45        | Langgasse 45 (Karte)            | 1599                    | Geschützt nach § 2 DSchG  | BW |
|                | Wohnhaus Langgasse 46            | Langgasse 46 (Karte)            | 18./19. Jahrhundert     | erhaltenswertes Gebäude   | BW |
|                | Wohnhaus Langgasse 51            | Langgasse 51 (Karte)            | 1791                    | erhaltenswertes Gebäude   |    |
|                | Wohnhaus Langgasse 55            | Langgasse 55 (Karte)            | 19. Jahrhundert         | erhaltenswertes Gebäude   |    |
|                | Wohnhaus Langgasse 57            | Langgasse 57 (Karte)            | 18. Jahrhundert         | erhaltenswertes Gebäude   |    |
|                | Gehöft Langgasse 60              | Langgasse 60 (Karte)            | 19. Jahrhundert         | erhaltenswertes Gebäude   | BW |
|                | Wohnhaus Langgasse 61            | Langgasse 61 (Karte)            | Frühes 20. Jahrhundert  | erhaltenswertes Gebäude   |    |
| Weitere Bilder | Winkelgehöft Löschgraben 1       | Löschgraben 1 (Karte)           | 1753                    | Geschützt nach § 2 DSchG  |    |
|                | Wohnhaus Löschgraben 2           | Löschgraben 2 (Karte)           | 18. Jahrhundert         | erhaltenswertes Gebäude   |    |
|                | Scheune bei Löschgraben 3        | Löschgraben 3 (Karte)           | 18. Jahrhundert         | erhaltenswertes Gebäude   | BW |
|                | Wohnhaus Löschgraben 8           | Löschgraben 8 (Karte)           | 18. Jahrhundert         | erhaltenswertes Gebäude   | BW |
|                | Wohnhaus Löschgraben 9           | Löschgraben 9 (Karte)           | 1761                    | Geschützt nach § 2 DSchG  |    |
|                | Wohnhaus Löschgraben 11          | Löschgraben 11 (Karte)          | 18. Jahrhundert         | erhaltenswertes Gebäude   | BW |
|                | Ausgeding Löschgraben 12         | Löschgraben 12 (Karte)          | 18./19. Jahrhundert     | erhaltenswertes Gebäude   | BW |
|                | Wohnhaus Löschgraben 16          | Löschgraben 16 (Karte)          | 18. Jahrhundert         | erhaltenswertes Gebäude   | BW |
|                | Wohnhaus Löschgraben 22          | Löschgraben 22 (Karte)          | 18. Jahrhundert         | erhaltenswertes Gebäude   | BW |
|                | Kindergarten                     | Rittgasse 2 (Karte)             | 1936                    | erhaltenswertes Gebäude   | BW |
|                | Scheune bei Rittgasse 8          | Rittgasse 8 (Karte)             | 19. Jahrhundert         | erhaltenswertes Gebäude   | BW |
|                | Wohnhaus Rittgasse 9             | Rittgasse 9 (Karte)             | 18. Jahrhundert         | erhaltenswertes Gebäude   | BW |
|                | Winkelgehöft Rittgasse 10        | Rittgasse 10 (Karte)            | 18. Jahrhundert         | Geschützt nach § 2 DSchG  | BW |
|                | Wohnhaus Rittgasse 18            | Rittgasse 18 (Karte)            | 18. Jahrhundert         | Geschützt nach § 2 DSchG  | BW |
|                | Wohnhaus Rittgasse 19            | Rittgasse 19 (Karte)            | 18. Jahrhundert         | erhaltenswertes Gebäude   | BW |
|                | Winkelgehöft Rittgasse 27        | Rittgasse 27 (Karte)            | 18. Jahrhundert         | Geschützt nach § 2 DSchG  |    |
| Weitere Bilder | Stockbrunnen                     | bei Stockbrunnengasse 2 (Karte) | 1739                    | Geschützt nach § 2 DSchG  |    |
|                | Schule                           | Stockbrunnengasse 4 (Karte)     | 1910/11                 | Geschützt nach § 2 DSchG  |    |
|                | Wohnhaus Stockbrunnengasse 8     | Stockbrunnengasse 8 (Karte)     | 18. Jahrhundert         | erhaltenswertes Gebäude   |    |
|                | Winkelgehöft Stockbrunnengasse 9 | Stockbrunnengasse 9 (Karte)     | 18. Jahrhundert         | erhaltenswertes Gebäude   |    |
|                | Wohnhaus Wolfshöhle 6            | Wolfshöhle 6 (Karte)            | 19. Jahrhundert         | erhaltenswertes Gebäude   | BW |